# Movimento Wikimedia
O movimento da Wikimédia, ou simplesmente Wikimédia, é a comunidade global de colaboradores dos projetos da Fundação Wikimédia. O movimento foi criado em torno da comunidade da Wikipédia e, desde então, expandiu-se para outros projetos da Wikimédia, incluindo os projetos comuns Wikimedia Commons e Wikidata, e os programadores de programas voluntários contribuindo com o MediaWiki. Estes voluntários são apoiados por inúmeras organizações por todo o mundo, incluindo a Fundação Wikimédia, capítulos relacionados, organizações temáticas e grupos de utilizadores.
O nome "Wikimédia", um composto de "wiki" e média, foi cunhado pelo escritor americano Sheldon Rampton num artigo para a lista de discussão em inglês em março de 2003, três meses após o Wiktionary se tornar o segundo projecto baseado em wiki hospedado na plataforma de Jimmy Wales, e três meses antes da Fundação Wikimedia ser anunciada e incorporada. "Wikimedia" também pode se referir aos projectos Wikimedia.

## Comunidade
A comunidade da Wikipédia é a comunidade de colaboradores da enciclopédia on-line Wikipedia. Consiste em editores (ou colaboradores) e administradores. O Comité de Arbitragem é um painel de editores responsável por conduzir a arbitragem para resolver disputas sérias entre editores da enciclopédia. O comité tem autoridade para impor sanções vinculativas e também determina quais utilizadores têm acesso a permissões especiais.

## Projectos
Os projetos Wikimedia incluem:
- Wikipedia, enciclopédia baseada na web
- Wiktionary, dicionário
- Wikibooks, livros e manuais educativos
- Wikinews, noticias
- Wikiquote, colecção de citações
- Wikisource, biblioteca de textos-fonte e documentos
- Wikiversity, material educativo
- Wikivoyage, guia de viagens
- Wikispecies, catálogo taxonómico de espécies
- Wikimedia Commons, repositório de dados de media, como imagens, sons e vídeos (todos acessíveis aos demais projectos mencionados)
- Wikidata, fonte comum de dados, igualmente acessível pelos outros projectos

## Organizações

### Fundação Wikimedia

Capítulos da Wikimedia (azul)
Grupos de usuários da Wikimedia com foco geográfico (verde)

A Fundação Wikimedia (WMF) é uma organização americana sem fins lucrativos e de caridade sediada em San Francisco, Califórnia. Possui os nomes de domínio e opera a maioria dos sites do movimento, como a Wikipedia, a enciclopédia online, bem como o Wikimedia Commons.
A WMF foi fundada em 2003 por Jimmy Wales como uma forma de financiar a Wikipedia e seus projectos irmãos por meios sem fins lucrativos. A sua finalidade é "... capacitar e engajar pessoas ao redor do mundo para colectar e desenvolver conteúdo educacional sob licença livre ou em domínio público, e disseminá-lo de maneira efectiva e global."
De acordo com as demonstrações financeiras de 2015 da WMF, em 2015 a WMF tinha um orçamento de US$ 72 milhões, gastando US$ 52 milhões em sua operação e aumentando suas reservas para U$ 82 milhões. A WMF é financiada principalmente por doações, com uma doação média de US$ 15.

### Capítulos
Os capítulos são organizações que apoiam projectos Wikimedia em regiões geográficas específicas, principalmente países. Existem actualmente 38 capítulos.
A Wikimedia Deutschland (WMDE) é o maior capítulo, com um orçamento total de vinte milhões de euros. A WMDE destina aproximadamente 1 milhão de euros para apoiar a corporação responsável pela distribuição de donativos e 4 milhões de euros para a transferência para o WMF.
Para ter o mesmo procedimento, cada capítulo segue o mesmo processo e solicita seu orçamento anual no comité de disseminação de fundos. A fundação como proprietária de domínio de internet das páginas do projecto solicita uma parcela das doações através do site em um país (por exemplo, para a Alemanha, Suíça) ou paga um capítulo ao valor acordado (outros capítulos). Um total de menos de 4 milhões de USD é distribuído desta forma para capítulos e organizações temáticas. A base legal é um "Acordo de Capítulos" com a fundação.
O capítulo Wikimedia de Portugal é a Wikimedia Portugal.

### Organizações temáticas
As "Organizações Temáticas" são fundadas para apoiar projectos da Wikimedia numa área focal de assunto; Actualmente, existe apenas uma dessas organizações. São regidas pelo "Acordo da Organização Temática da Wikimedia".

### Grupos de utilizadores
Os afiliados Wikimedia do tipo "Grupo de Utilizadores" têm menos requisitos formais do que capítulos e organizações temáticas. Apoiam e promovem os projectos Wikimedia localmente ou sobre um tema, tópico, assunto ou problema específico. Uma vez que são reconhecidos pelo Comité de Afiliações, participam num "Acordo de Grupos de Usuários e Código de Conduta" com a Fundação. Em Maio de 2019, existiam 108 grupos de usuários.